# لوثر أدلر
لوثر أدلر (بالإنجليزية: Luther Adler)‏ مواليد 4 مايو 1903 في نيويورك، نيويورك، الولايات المتحدة - الوفاة 8 ديسمبر 1984 في بنسيلفانيا، الولايات المتحدة، هو ممثل وكاتب مسرحي أمريكي بدأ مسيرته الفنية سنة 1908. امتدت مسيرته الفنية لأكثر من 74 عاما.

## الأعمال
- توايلايت زون
- بين كيسي
- 77 سانست ستريب
- في ظل العمالقة
- ميشين إمبوسيبول
- هاواي فايف أو

## روابط خارجية
- لوثر أدلر على موقع IMDb (الإنجليزية)
- لوثر أدلر على موقع ألو سيني (الفرنسية)
- لوثر أدلر على موقع أول موفي (الإنجليزية)
- لوثر أدلر على موقع قاعدة بيانات برودواي على الإنترنت (الإنجليزية)
- لوثر أدلر على موقع قاعدة بيانات الأفلام السويدية (السويدية)
- لوثر أدلر على موقع إن إن دي بي (الإنجليزية)
- لوثر أدلر على موقع قاعدة بيانات الفيلم (الإنجليزية)
- لوثر أدلر على موقع كينوبويسك (الروسية)